# تارکک
تارکک (به انگلیسی: Tarqeq)، که با نام زحل LII (نام موقت اس/۲۰۰۷ اس ۱) هم شناخته می شوداز قمرهای سیاره زحل است. کشف این قمر در ۱۳ آوریل سال۲۰۰۷ توسط اسکات اس. شپرد، دیوید سی.جویت، جن کلینه وبرت جیمز گلدمن از مشاهداتی که بین ۵ ژانویه ۲۰۰۶ تا و ۲۲ مارس ۲۰۰۷ صورت گرفته بود اعلام شد. قمر به نام  تارکک خدای ماهاینوئیتها نامگذاری شد.و عضوی از گروه قمرهای طبیعی اینوئیت است. تارکک حدود۷ کیلومتر قطر دارد. کاوشگر کاسینی تارکک را بیش از ۱٫۵ روز در ۱۵–۱۶ ژانویه ۲۰۱۴ مشاهده کرد.
انحراف تارکک (تارکیکن) ۴۹٫۹۰درجه نسبت به دائرةالبروج و (۴۹٫۷۷ درجه نسبت به استوای زحل) و نیم‌قطر بزرگ آن ۱۷٫۹۱۰۶ گیگامتر است. حرکت این قمر رجوعی و خروج از مرکز مدار آن ۰٫۱۰۸۱ است. تارکک با حرکت موافق‌گرد و دوره ۸۹۴٫۸۶ روز دور زحل می‌چرخد.